# Ernst Berglund
Ernst Edvin Eberhard Berglund, född 11 november 1888 i Katarina församling, Stockholm, död där 19 september 1971 i Kungsholms församling, var en svensk skådespelare och operettsångare.
Berglund scendebuterade 1912 som hovkamrern i operetten Frihetsbröderna på Uppsala Teater. Han hade därefter engagemang på teatrarna i Stockholm, framför allt på Folkteatern och hos Albert Ranft. 
Han lämnade teatern för affärslivet 1926. Berglund är begravd på Norra begravningsplatsen utanför Stockholm.

## Filmografi
- 1920 – Baron Olson
- 1924 – Löjen och tårar
- 1924 – När millionerna rulla

## Teater

### Roller
| År   | Roll          | Produktion                                                                    | Regi          | Teater                |
| ---- | ------------- | ----------------------------------------------------------------------------- | ------------- | --------------------- |
| 1923 | Gösta Berling | Knutte Knopp, eller Varsågoda: Allt för alla', revy Max Lander och Max Roland | Willi Wells   | Pallas-Teatern        |
| 1925 |               | Den stackars Herman Gustav Nilsson                                            |               | Lilla Folkteatern     |
| 1925 |               | Gubbar på friarstråt Jan-Gran                                                 | Edvin Janse   | Söders friluftsteater |
| 1926 | Medverkande   | Skomakare Jönssons mågastump, revy Max Lander och Eric Sundelius              | Gustaf Werner | Pallas-Teatern        |